# Gamaliel, Kentucky
Gamaliel är en ort i Monroe County, Kentucky, USA. År 2000 hade orten 439 invånare. Den har enligt United States Census Bureau en area på 2,2 km², allt är land.